# Jay Garner
Jay Montgomery Garner (15 de abril de 1938; Arcadia, Florida, Estados Unidos) es un general retirado y político estadounidense que fue designado como Director de la Organización para la Reconstrucción y Ayuda Humanitaria de Irak (ORHA) en 2003, luego del derrocamiento del gobierno de Saddam Hussein. Estuvo en la dirección de dicho organismo desde el 21 de abril de 2003 hasta el 1 de junio de ese año.

## Vida y carrera
Nació en Arcadia, Florida en 1938. Se graduó en la Universidad Estatal de Florida con una Licenciatura en Historia. Posteriormente Obtuvo una Maestría en Administración Pública de la Universidad de Shippensburg en Pensilvania. Su servicio militar se inició con la Guardia Nacional de Florida. Continuó su servicio como soldado y en 1962 fue comisionado como Segundo Teniente en el Ejército de los Estados Unidos. En 1967 y 1968 se lo destinó a luchar en la guerra de Vietnam y decidió regresar nuevamente en 1971 acabando su periodo en la guerra en 1972. En 1991 durante la guerra del Golfo fue comandante general de la Fuerza Bravo de Tarea Conjunta que intervino en la Operación Provide Comfort en el norte de Irak, tuvo a cargo unos 22.000 soldados responsables de tareas humanitarias en la región kurda de Irak durante la guerra. También se desempeñó como comandante general del Ejército de los Estados Unidos y del Comando de Defensa Espacial Estratégica (USASSDC), con sede en Arlington (Virginia). Además se desempeñó como jefe adjunto del Estado Mayor de la Fuerza para el Desarrollo, Oficina del Jefe Adjunto del Estado Mayor de Operaciones y Planes en Washington y el vicecomandante general, V Cuerpo de Fráncfort del Meno (Alemania). Desde el 1 de septiembre de 1997 se desempeñó como presidente de SY Technology Inc. Entre 1998 y 1999 ejerció como miembro de la Junta del Ejército en Ciencias, y fue nombrado por el Congreso como miembro de la Comisión para evaluar la Gestión de Seguridad Nacional del Espacio y organización de los EE.UU, durante el período 2000-2001.

## Servicio en Irak
La ORHA llegó a Irak el 19 de abril y a Garner se le designó director de la oficina dos días después. Al llegar al país, se encontró con que, desde la invasión, dieciséis de los veinte ministerios del gobierno iraquí habían sido saqueados durante las violentas manifestaciones en Bagdad. 
La ORHA carecía de recursos y todo tipo de suministros necesarios para poder llevar a cabo la reconstrucción de Irak. Garner comenzó sin personal, sin integración con el Comando Central de Estados Unidos o el Estado Mayor Conjunto y sin comunicaciones seguras. No se le dio información sobre la planificación anterior, ya sea del proyecto "futuro de Irak" del Departamento de Estado o desde el Departamento de Defensa. 
El 23 de abril de 2003, fue notificado por el entonces Secretario de Defensa Donald Rumsfeld que sería reemplazado por Paul Bremer. Garner dejó su puesto el 1 de junio y Bremer asumió como el jefe de la Autoridad Provisional de la Coalición, organismo que reemplazó a ORHA. La Autoridad Provisional de la Coalición fue el gobierno de facto de Irak hasta que la autoridad fue devuelta a los iraquíes.

## Reconocimientos y condecoraciones
- Medalla por Servicio Distinguido con racimo de hojas de roble
- Medalla de Servicio Superior de Defensa con el racimo de la hoja de roble
- Legión de Mérito con cinco racimos de hojas de roble
- Medalla Estrella de Bronce
- Medalla de Servicio con el racimo de la hoja de roble
- Conjunto de Servicios de la medalla de Encomio
- Medalla de Encomio del Ejército
- Insignia de Combate de Infantería
- Placa de Identificación del Estado Mayor del Ejército